# Culex chidesteri
Culex chidesteri är en tvåvingeart som beskrevs av Dyar 1921. Culex chidesteri ingår i släktet Culex och familjen stickmyggor. Inga underarter finns listade i Catalogue of Life.